# 1566 en santé et médecine
| Années de la santé et de la médecine : 1563 - 1564 - 1565 - 1566 - 1567 - 1568 - 1569    |
| Décennies de la santé et de la médecine : 1530 - 1540 - 1550 - 1560 - 1570 - 1580 - 1590 |

Cet article présente les faits marquants de l'année 1566 en santé et médecine.

## Fondation
- 30 mai : L'empereur Maximilien II érige l'École de Strasbourg en Académie et lui concède, entre autres droits universitaires, celui d'enseigner la médecine[1].

## Événements
- 26 avril : Mort de Diane de Poitiers, vraisemblablement victime d'une intoxication chronique à l'or potable[2].
- « Le pape Pie V accorde le droit de pratiquer l'anatomie sur les cadavres de Juifs ou d'infidèles exécutés[3]. »

## Naissances
- Henman Iselin-Werrenfels (mort en 1610), apothicaire à Bâle[4].
- Michael Sendivogius (mort en 1636 ou 1646), alchimiste et médecin polonais[5].

## Décès
- 10 mai : Leonhart Fuchs (né en 1501), médecin et botaniste bavarois[6].
- 2 juillet : Nostradamus (né en 1503), apothicaire, médecin et astrologue provençal[7].
- 27 septembre : Guillaume Rondelet (né en 1507), médecin et naturaliste français[8],[9].
- Simon de Bourges (né à une date inconnue), médecin de Charles IX, roi de France[10].